# De'Vondre Campbell
De'Vondre Campbell (Fort Myers, 1º gennaio 1993) è un giocatore di football americano statunitense che milita nel ruolo di linebacker per i San Francisco 49ers della National Football League (NFL).

## Carriera

### Atlanta Falcons
Al college, Campell giocò a football con i Minnesota Golden Gophers. Fu scelto nel corso del quarto giro (115º assoluto) nel Draft NFL 2016 dagli Atlanta Falcons. Nella sua prima stagione regolare disputò 11 gare, 10 delle quali come titolare, mettendo a segno 48 tackle e um intercetto su Carson Palmer degli Arizona Cardinals nella settimana 12. Partì come titolare anche nelle due vittoriose gare di playoff che portarono i Falcons a qualificarsi per il Super Bowl LI. Il 5 febbraio 2017 partì come titolare nella finalissima in cui i Falcons furono battuti ai tempi supplementari dai New England Patriots dopo avere sprecato un vantaggio di 28-3 a tre minuti dal termine del terzo quarto.

### Arizona Cardinals
Il 3 aprile 2020 Campbell firmò un contratto di un anno con gli Arizona Cardinals.

### Green Bay Packers
Il 9 giugno 2021 Campbell firmò con i Green Bay Packers. Alla fine di ottobre 2021 fu premiato come miglior difensore del mese della NFC dopo avere messo a referto 45 tackle (3 con perdita di yard), 2 fumble forzati, 2 passaggi deviati, un intercetto e un sack. A fine stagione fu inserito nel First-team All-Pro.
Nel marzo 2022 Campell firmò un rinnovo contrattuale quinquennale del valore di 50 milioni di dollari con i Packers. Nella settimana 7 contro i Washington Commanders ritornò un intercetto su Taylor Heinicke per 63 yard in touchdown.

### San Francisco 49ers
Il 18 marzo 2024 Campbell firmò un contratto di un anno con i San Francisco 49ers.

## Palmarès

### Franchigia
- National Football Conference Championship: 1

Atlanta Falcons: 2016

### Individuale
- First-team All-Pro: 1

2021
- Difensore della NFC del mese: 1

ottobre 2021